# Renato Dardozzi
Renato Dardozzi (* 5. April 1922 in Parma, Italien; † 3. Juni 2003 in Rom, Italien) war Kanzler der Päpstlichen Akademie der Wissenschaften.

## Leben
Renato Dardozzi besuchte das humanistische Gymnasium (Liceo classico) Galvani in Bologna. Danach studierte er an der Universität Mailand, wo er einen Abschluss in Mathematik und Physik machte. Außerdem erlangte er ein Diplom in Elektrotechnik am Polytechnikum Mailand und absolvierte eine zweijährige Spezialisierung im Fach Telekommunikation am Istituto Galileo Ferraris in Turin. Er arbeitete als leitender Angestellter bei dem Telekommunikationsunternehmen SIP, wo er bis zum Generaldirektor aufstieg. Danach wechselte er zur Società Finanziaria Telefonica (STET). Nach einem Studium der Philosophie und Theologie an der Päpstlichen Universität Gregoriana in Rom wurde er 1973 zum Priester geweiht. Im gleichen Jahr verließ er das Unternehmen STET, für das er aber weiter beratend tätig war.
Ab 1974 arbeitete Dardozzi mit dem Heiligen Stuhl zusammen. 1985 wurde er zum stellvertretenden Direktor, 1986 zum Direktor der Kanzlei und 1996 zum Kanzler der Päpstlichen Akademie der Wissenschaften (PAS) ernannt. Bis 1997 war er für die PAS tätig, deren Ehrenmitglied er im gleichen Jahr wurde. Er war auch Gründungskanzler der Päpstlichen Akademie der Sozialwissenschaften (PASS). 
Zusätzlich war Dardozzi damit beauftragt, den Skandal um die Banco Ambrosiano zu untersuchen, und war damit Mitglied der vatikanischen Hochfinanz. Im Rahmen dieser Tätigkeit hat er im Laufe der Zeit Tausende von internen Dokumenten der Vatikanbank heimlich in die Schweiz gebracht und testamentarisch deren Veröffentlichung nach seinem Tod bestimmt. Der Testamentvollstrecker kontaktierte nach dem Tod Dardozzis im Jahr 2003 den italienischen Journalisten Gianluigi Nuzzi, welcher die Dokumente auswertete und die Resultate, nach denen sich eine viel weitreichendere Verstrickung der Vatikanbank Istituto per le Opere di Religione (IOR) auch in viele spätere Skandale wie etwa Tangentopoli ergibt, 2009 in dem Buch Vatikan AG veröffentlichte.

## Auszeichnungen
- 1996: Österreichisches Ehrenzeichen und Österreichisches Ehrenkreuz für Wissenschaft und Kunst I. Klasse
- Commendatore della Repubblica Italiana